# Tarascon
Tarascon (gelegentlich auch als Tarascon-sur-Rhône bezeichnet) ist eine französische Gemeinde mit 15.525 Einwohnern (Stand 1. Januar 2022) im Département Bouches-du-Rhône in der Region Provence-Alpes-Côte d’Azur.

## Geografie
Die Stadt im Süden Frankreichs liegt am linken Ufer der Rhône, etwa jeweils 20 Kilometer von Arles und Avignon entfernt. Am Tarascon gegenüberliegenden Westufer des Stroms liegt Beaucaire, ein weiteres historisches Städtchen.
Zum Schutz gegen das Rhône-Hochwasser verläuft ein Deich zwischen den nordöstlich gelegenen Anhöhen der Montagnette bei der Chapelle St. Victor und dem Flussufer im Norden der Stadt; entlang eines Teils des Deiches verläuft der Chemin de la Digue.

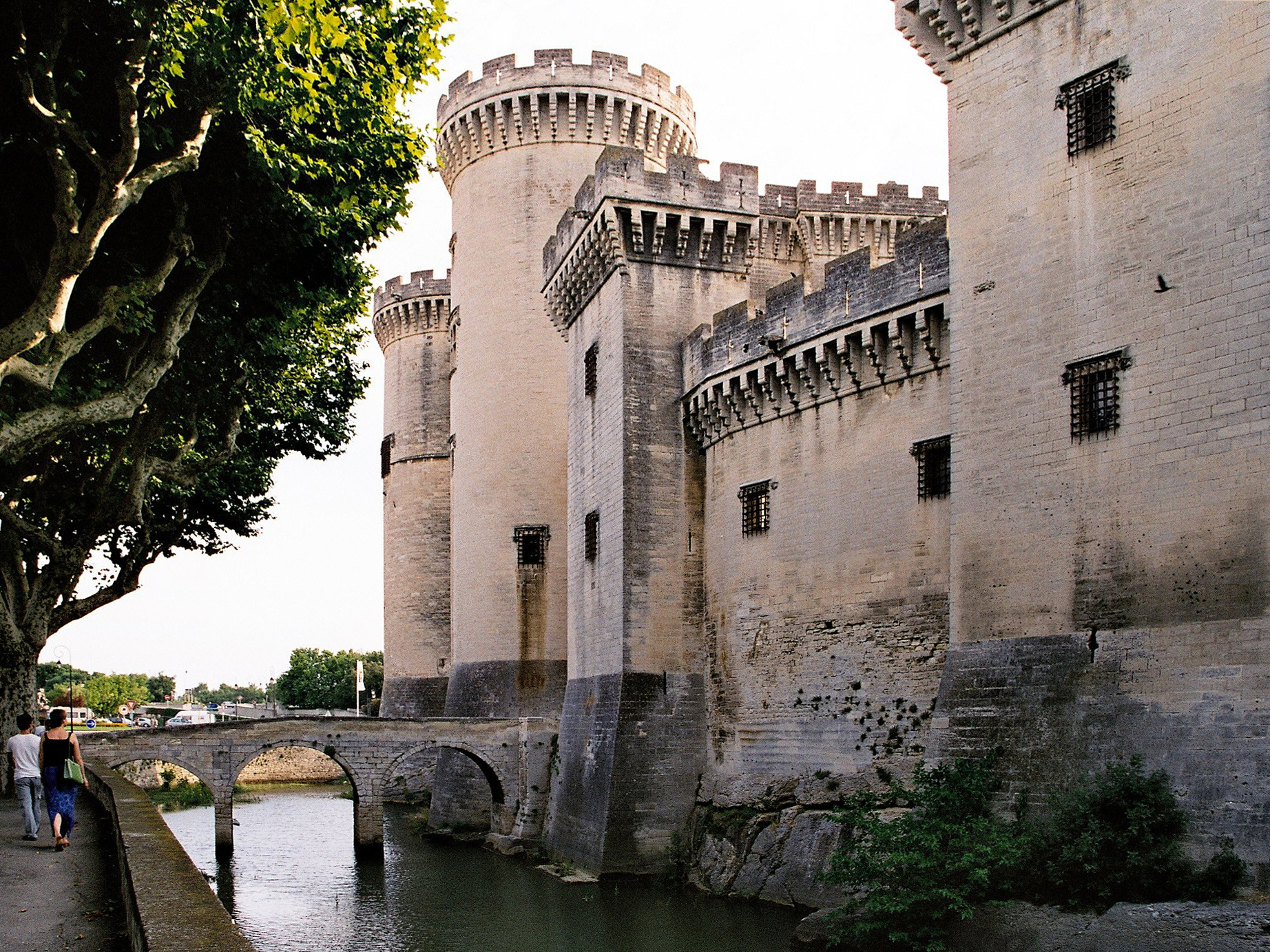
Burg Tarascon

## Geschichte
Gegründet wurde die Stadt im Jahr 48 von den Römern. Bekannt und berühmt wurde Tarascon außerdem durch den legendären Drachen, die Tarasque, der an den Ufern der Rhône die Reisenden verschlungen haben soll. Die Heilige Martha soll ihn gebannt und dann zur Steinigung den Einwohnern vorgeführt haben. Davor soll der Ort Nerluc geheißen haben, was so viel wie „schwarzer Ort“ bedeutet.
Im Südosten von Tarascon liegt der Ortsteil Saint-Gabriel, das römische Ernaginum, wo sich seinerzeit der größte gallorömische Straßenknotenpunkt befand. Hier traf die Via Domitia kurz vor ihrem Rhône-Übergang auf die Via Aurelia, die mit ihren beiden Routen – von Osten (aus Salon-de-Provence) und von Süden (aus Arles) kommend – hier endete.

### Bevölkerungsentwicklung
| Jahr                       | 1962 | 1968   | 1975   | 1982   | 1990   | 1999   | 2006   | 2017   |
| Einwohner                  | 8637 | 10.584 | 10.365 | 10.735 | 10.628 | 12.640 | 13.376 | 14.813 |
| Quellen: Cassini und INSEE |      |        |        |        |        |        |        |        |

## Wirtschaft
Für touristische Belange besitzt Tarascon elf Hotels, eine Jugendherberge und zwei Campingplätze. Die Produktion von Olivenöl aus dem Tal von Les Baux-de-Provence wird seit 1997 durch eine kontrollierte Herkunftsbezeichnung (Appellation d’Origine Contrôlée) geschützt.
Heute gilt Tarascon als Tor zu den Alpillen, jener kalksteinhaltigen Gebirgskette der südlichen Provence. Die Gemeinde ist mit dem Regionalen Naturpark Alpilles als Zugangsstadt assoziiert.
Der Baukonzern Groupe NGE hat seinen Sitz in Tarascon. Im Süden der Stadt befindet sich eine Papiermühle.

## Verkehr
Tarascon ist mit dem gegenüberliegenden rechten Rhoneufer und dem dort liegenden Ort Beaucaire durch mehrere Straßenbrücken, darunter eine zwischen den beiden Stadtmitten und eine Schrägseilbrücke südlich des Orts im Verlauf der Umgehungsstraße Route départementale 90, sowie durch die 1852 eröffnete Eisenbahnbrücke Tarascon–Beaucaire verbunden. Sie ist eine der ältesten gusseisernen Eisenbahnbrücken Frankreichs.

## Gemeindepartnerschaften
Tarascon pflegt Städtepartnerschaften mit sechs Gemeinden, die alle in unterschiedlichen Ländern Europas liegen. Es handelt sich um Porrentruy im Schweizer Kanton Jura (seit 1969), Bet Sche’an in Israel (seit 1985), Fraga in der spanischen Provinz Huesca (seit 1987), mit dem schleswig-holsteinischen Elmshorn (ebenfalls seit 1987), Neviano degli Arduini in der Emilia-Romagna in Italien (seit 1999) und seit 2017 mit der Gemeinde Tarascon-sur-Ariège in der französischen Region Okzitanien.

## Sehenswürdigkeiten

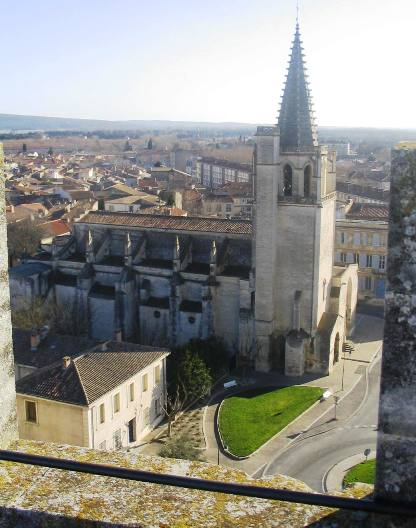
Kirche Sainte-Marthe mit Blick über die Stadt von der Burg aus

- Burg Tarascon, etwa 1435 vollendet
- Kapelle St-Gabriel, 12. Jahrhundert
- Stiftskirche Ste-Marthe
- Maison de Tartarin, ein Museum zur Geschichte der literarischen Gestalt Tartarin de Tarascon (siehe unten)
- Musée Soulaiado, ein Museum für Tücher

## Persönlichkeiten
- Jean Gilles (1668–1705), Komponist und Kapellmeister
- Eleazar de Mauvillon (1712–1779), Schriftsteller, Historiker und Hochschullehrer
- Urbain Audibert (1789–1846), Gärtner und Botaniker
- Édouard Millaud (1834–1912), Politiker
- Alexandrine Brémond (1858–1898), Dichterin

## Handlungsort
- Der Ort und sein Name fanden literarischen Niederschlag in Alphonse Daudets Romanen Tartarin de Tarascon (1872), Tartarin sur les Alpes (1885) und Port-Tarascon (1890).